# زاگان پاشا
زاگانوس یا زاگان پاشا (به ترکی عثمانی: زاغنوس پاشا، به ترکی استانبولی: Zağanos Paşa، به آلبانیایی: Zognush Pasha؛ زادهٔ ۱۴۲۶ – درگذشتهٔ ۱۴۶۹ میلادی) نظامی عالی‌رتبه آلبانی‌تبار ارتش امپراتوری عثمانی بود که به مقام وزارت عظمای سلطان محمد فاتح رسید. وی که مسیحی زاده بود، تحت نظام دوشیرمه مسلمان شد و به سپاه ینی‌چری پیوست و مدارج ترقی را به سرعت طی کرد؛ چنان‌که در ابتدا به یکی از فرماندهان برجسته محمد فاتح و سپس در آن واحد به مشاور، مربی، مراد و محافظ وی بدل شد. او در پی فتح قسطنطنیه، رقیبش وزیر اعظم چندرلی خلیل پاشا را کنار زد و جایش را گرفت. زاگان در اواخر عمر فرماندار تسالی در مقدونیه بود.